# Johannes Puth

Johannes Puth

Johannes Puth (* 27. Februar 1900 in Wachenbuchen; † 9. Januar 1957 ebenda) war ein deutscher Politiker (NSDAP).

## Leben
Nach dem Besuch der Volksschule und der Realschule wurde Puth zum Landwirt ausgebildet. Am Ersten Weltkrieg nahm er mit dem Garde-Grenadier-Regiment Nr. 5 teil. Nach Kriegsende lebte Puth als Landwirt in Wachenbuchen.
1923 war Puth in der NSDAP tätig. Zum 1. Juni 1930 trat er der neugegründeten Partei wieder bei (Mitgliedsnummer 248.402). Vor 1933 war er NSDAP-Kreisleiter für den Stadt- und Landkreis Hanau. Von Juli bis November 1932 und von März 1933 bis Mai 1945 saß Puth als Abgeordneter der NSDAP im Reichstag, in dem er den Wahlkreis 19 (Hessen-Nassau) vertrat. Seit 1933 amtierte Puth als Bürgermeister der Stadt Schlüchtern, wo er in Personalunion auch das Amt des NSDAP-Kreisleiters ausübte. Als Bürgermeister ließ Puth in Schlüchtern eine „lebendsgroße Juden-Spottfigur“ aufstellen und in der Hauptstraße zahlreiche antisemitische Plakate aufhängen. Einer Weisung des Landrats, Figur und Plakate zu entfernen, widersetzte sich Puth Anfang 1935, enthob den Landrat seiner Parteiämter und erließ gegen ihn ein Verbot, eine Parteiuniform zu tragen.
1945 wurde Puth von den Alliierten verhaftet.